# Люнебург
Люнебург (на немски: Lüneburg) е град в Германия, административен център на окръг Люнебург, провинция Долна Саксония. Към 31 декември 2011 година населението на града е 73 581 души.

### Близки градове и селища
Има няколко града, селища и градски зони около Люнебург във всички посоки:
| Виндзен (Люхе), Хамбург 18 km, 36 км | Хамбург-Бергедорф, Шварценбек, Любек 32 км, 43 км, 87 км | Адендорф, Лауенбург 5 км, 22 км    |
| Йетстебург 48 км                     |                                                          | Амт Нойхаус, Любтхеен 42 км, 57 км |
| Золтау 51 km                         | Ебщорф, Уелцен 26 км, 37 км                              | Лючов (Wendland) 68 км             |

- Сватбена карета
- Площад "Am Sande"
- Мостът в центъра